# DNA ricombinante
Con il termine di DNA ricombinante si intende una sequenza di DNA ottenuta artificialmente dalla combinazione di materiale genetico di origini differenti, come può avvenire per un plasmide contenente un gene d'interesse. Si usa anche definire proteina ricombinante ogni proteina ottenuta da trascrizione e traduzione di un frammento di DNA ricombinante inserito all'interno di un organismo ospite, che diviene in questo modo geneticamente modificato. 
Con il termine comune di tecniche del DNA ricombinante ci si riferisce dunque, più in genere, alle tecniche di cui l'ingegneria genetica si serve comunemente.

## Utilizzi
Il DNA ricombinante è utilizzato per produrre OGM in grado, ad esempio, di funzionare come bioreattori per la produzione di ormoni ad uso medico, come l'insulina, l'ormone della crescita o l'ossitocina, o di vaccini. Il bioreattore più utilizzato, anche perché il più facile da trattare, è Escherichia coli, un batterio procariote nel quale può essere inserito un gene da tradurre abbondantemente in proteina (come avviene per i casi appena riportati).